# Nipponacmea moskalevi
Nipponacmea moskalevi is een slakkensoort uit de familie van de Lottiidae. De wetenschappelijke naam van de soort is voor het eerst geldig gepubliceerd in 2002 door Chernyshev & Chernova.